# Greatest Hits (Ricchi e Poveri)
Greatest hits è una raccolta distribuita esclusivamente in Russia formata da 2 cd che ripropongono, in versione originale, gran parte dei brani incisi dal complesso dei Ricchi e Poveri tra il 1980 e il 1987. Il periodo comprende i seguenti lavori discografici: La stagione dell'amore (ultima incisione in veste di quartetto), E penso a te, Mamma Maria, Voulez vous danser, Dimmi quando e Pubblicità.
Tra le canzoni più note, tratte da questi 33 giri e qui raggruppate assieme, figurano Sarà perché ti amo, Mamma Maria, Come vorrei, M'innamoro di te, Voulez vous danser, Se m'innamoro e Cosa sei. La raccolta conta 45 canzoni in totale.

## Tracce

### CD 1
1. Mamma Maria
2. Piccolo amore
3. Magnifica serata
4. Voulez vous danser
5. Hasta la vista
6. Acapulco
7. Cosa sei
8. Dan dan
9. C'è che sto bene
10. Amarsi un po'
11. Malinteso
12. Jungle beat
13. Fortissimo
14. Perché ci vuole l'amore
15. Sei la sola che amo
16. Ciao Italy, ciao amore
17. Canzone d'amore
18. Somebody to love
19. E no, e no
20. Walking love
21. Amare, ricominciare, no, no
22. Piccolina

### CD 2
1. Sarà perché ti amo
2. Se m'innamoro
3. Come vorrei
4. Made in Italy
5. Ninna nanna
6. Pubblicità
7. E penso a te
8. Questa sera
9. Azzurro
10. M'innamoro di te
11. E io mi sono innamorato
12. Buonanotte fiorellino
13. Cocco bello Africa
14. Alla faccia di Belzebù
15. Dimmi quando
16. Stasera canto
17. L'anno che verrà
18. Bello l'amore
19. Non dire no
20. Casa mia
21. Voglio stringerti ancora
22. New York
23. Mami Mami